# Канадские федеральные выборы (2004)
Кана́дские федера́льные вы́боры 2004 (точнее 38-е всеобщие выборы) прошли 28 июня 2004 года для избрания депутатов 38-го созыва Палаты общин Канады. Либеральное правительство премьер-министра Пола Мартина лишилось своего парламентского большинства, но всё же сумело сформировать после выборов правительство меньшинства. Основная оппозиционная партия — недавно объединённая Консервативная партия Канады — укрепила своё положение в Палате общин, хотя и не достигла ожидаемых результатов.
23 мая 2004 генерал-губернатор Адриенна Кларксон по совету Мартина приказала распустить Палату общин. После 36-дневной кампании избирателями были назначены в Палату общин 308 депутатов.
Три крупных национальных политических партии после выборов 2000 избрали себе новых глав. Хотя сначала выборы рассматривались многими как простая формальность для формирования четвёртого либерального правительства большинства, в ходе кампании некоторые стали предсказывать либералам намного более скромные результаты после возникшего скандала из-за финансирования. По некоторым опросам была высока вероятность правящего меньшинства для либералов или даже консервативного правящего меньшинства, что вызвало спекуляции на тему коалиции с другими партиями. В итоге, либералы выступили лучше, чем предсказывали самые последние опросы, но до большинства было действительно далеко.
В день голосования часы работы избирательных участков были установлены так, чтобы результаты большинства провинций могли быть объявлены более или менее одновременно, несмотря на различные часовые пояса, за исключением Атлантических провинций, результаты которых были известны ещё до закрытия избирательных участков в других провинциях.

## Основные партии

### Либеральная партия Канады
До скандала из-за финансирования большинство аналитиков предсказывали, что новый премьер-министр Пол Мартин во главе Либеральной партии Канады сформирует четвёртое подряд правительство большинства, возможно, даже установив рекорд по количеству занятых кресел.
Однако опросы, проведённые непосредственно после возникновения скандала, показали 10-процентное падение в национальном масштабе с более крупными потерями в регионах с традиционно большой поддержкой либералов — Квебеке и Онтарио. Несмотря на некоторые улучшения в Онтарио и Атлантической Канаде, надежды либералов на беспрецедентную победу на Западе улетучились. Непопулярность некоторых провинциальных либеральных партий также могла повлиять на популярность федеральной Либеральной партии. В Онтарио, например, провинциальное либеральное правительство представило очень непопулярный бюджет на неделе, когда было объявлено о выборах, а федеральное либеральное правительство незамедлительно статистически сравнялось с консерваторами в опросах, проведённых в этой провинции. Либералы также страдали от открытых междоусобных войн, бушевавших внутри партии после исключения Мартином из совета министров бывшего премьер-министра Жана Кретьена.
К тому же, национальная кампания партии критиковалась несколькими либеральными кандидатами за её некомпетентность.

### Консервативная партия Канады
В начале 2003 Прогрессивно-консервативная партия и Канадский союз находились на третьем и четвёртом местах в опросах, соответственно, то есть далеко позади Либеральной партии.
Многие аналитики предсказывали, что разделение правых избирателей между этими двумя партиями вдобавок к высокой популярности консервативного в налоговой сфере Пола Мартина во главе либералов могло привести к почти полному разгрому прогрессистов-консерваторов и Канадского союза. Именно поэтому эти две партии решили объединиться в Консервативную партию Канады; 5 декабря 2003 слияние было одобрено членами Канадского союза, а 6 декабря 2003 — членами Прогрессивно-консервативной партии.
Новая Консервативная партия по опросам, проведённым перед выборами, опережала Новую демократическую партию, хотя их поддержка ослабла по сравнению с совокупной поддержкой прогрессистов-консерваторов и Союза до их объединения. 20 марта консерваторы избрали на пост главы партии Стивена Харпера.
После избрания Харпера консерваторы получили дополнительные пункты в опросах, и в опросах за несколько недель до выборов они уже отставали от либералов на 1-2 процентных пункта, а иногда даже опережали их на несколько пунктов. Члены партии надеялись, что избиратели отрицательно отреагируют на обвинения со стороны либералов в существовании «тайного еженедельника» Харпера и что возмущение скандалом финансирования и другие неудачи либералов пойдут на пользу консерваторам в день голосования. Накануне выборов партия опережала либералов на несколько пунктов повсюду к западу от Квебека, но до этого её поддержка снизилась по всей стране, и она либо сравнялась с либералами, либо была немного позади их, за исключением Альберты и Британской Колумбии, где результаты консерваторов традиционно были высокими. Всего новая Консервативная партия собрала меньше голосов (29 %), чем суммарный результат двух её партий-предшественниц в 2000 (37 %); однако, она всё же получила 21 дополнительное кресло.

### Новая демократическая партия
До объявления об объединении двух правоцентристских партий, некоторые предсказывали, что Новая демократическая партия сможет сформировать официальную оппозицию, так как НДП опережала эти две партии по опросам. Избрание нового главы (Джека Лейтона) и понятная социал-демократическая политика помогли оживить партию. Некоторые опросы предполагали, что НДП вернулась на свой уровень поддержки в 18—20 % времён выборов 1984 и 1988 годов. Лейтон дал понять, что партия сможет побить свой рекорд в 43 кресла, достигнутый бывшим главой Эдом Бродбентом.
НДП сконцентрировала свою кампанию на округах городских центров Канады, особенно надеясь получить кресла в Торонто, Гамильтоне, Оттаве и Виннипеге. Платформа партии была сформирована с целью угодить регионам, и Лейтон проводил там много времени в ходе кампании.
Их кампания очень рано столкнулась с трудностями, когда Лейтон возложил на Пола Мартина ответственность в смерти бездомных, что вызвало крайнее негодование либералов, обвинивших его в «чёрном пиаре». НДП воспользовалась спадом либералов, но не столь успешно, как консерваторы. Всё больше и больше новодемократичных избирателей говорило о том, что они будут голосовать за либералов, чтобы завалить консерваторов. Однако это не отразилось на опросах, и НДП оставалась на уровне чуть ниже 20 % на протяжении всей кампании.
В день голосования НДП собрала 15 % голосов, что стало её наивысшим итоговым результатом за 16 лет. Однако она получила лишь 19 кресел в Палате общин — на два меньше, чем на выборах 1997, и намного меньше предсказанных 40 кресел. Критики сетовали, что акцент, сделанный Лейтоном на городских целях и правах гомосексуалистов, сдвинул на второй план традиционные позиции партии по вопросам бедности, рабочего класса и канадских сельчан. Несколько депутатов, происходивших из канадских прерий, в том числе Лорн Нюстром, не прошли в парламент. Лейтон в жёсткой борьбе победил в своём округе, а Эд Бродбент вернулся в Палату общин после нескольких лет без мандата.

### Квебекский блок
Лучшим достижением Квебекского блока были выборы 1993, но в 1997 и 2000 он потерял кресла, доставшиеся либералам, из-за чего аналитики отмечали спад квебекского сепаратистского движения. Блок продолжал падение в опросах и в 2003, после формирования федералистского либерального правительства Жана Шаре в Национальном собрании Квебека.
Однако в 2003 ситуация постепенно меняется отчасти из-за снижения популярности правительства Жана Шаре, отчасти из-за подъёма сепаратистского сознания (49 % в марте). Внезапный поворот происходит в феврале 2004, когда либеральное правительство неожиданно поражает скандал из-за финансирования (раскрытый, главным образом, усилиями Блока).
Эти события привели к оживлению Блока, и он снова оказался на вершине рейтинга: по опросам, проведённым Ipsos-Reid для Глоб энд Мейл и CTV с 4 по 8 июня, 50 % квебекцев собирались голосовать за Блок, и лишь 24 % — за либералов.
Имели бешеный успех спекуляции на тему возможных союзов Блока с другими оппозиционными партиями или возможного правительства меньшинства с целью продвигать его социал-демократические идеи и соблюдать автономию провинций. Глава Квебекского блока Жиль Дюсеп заявил, что его партия, как всегда, будет сотрудничать с другими оппозиционными партиями или правительством в тех сферах, где встречаются их интересы, но не будет участвовать ни в каком коалиционном правительстве.

### Зелёная партия Канады
Впервые за свою историю Зелёная партия Канады выставила кандидатов во всех округах страны. На этих выборах партия получила в два раза больше голосов, чем суммарно за 21 год своего существования, однако, ей не удалось занять ни одного кресла. Она также потратила наибольшую сумму денег за свою историю, и хотя значительная часть этих денег была занята, доля опросов, приходившаяся на зелёных, позволяла им получить пособия от федерального правительства.

## Лозунги
Ниже приведены официальные лозунги кампании 2004. Факультативные части лозунгов (использовавшиеся не всегда) приведены в квадратных скобках.
|                                        | Английский лозунг                           | Перевод с англ.                                           | Французский лозунг                                    | Перевод с фр.                                         |
| Либеральная партия                     | Moving [Canada] Forward, Choose your Canada | Двигаться вперёд, [Продвигать Канаду], Выбери свою Канаду | Allons [ou Aller] droit devant (avec l'Équipe Martin) | Идти прямой дорогой (с командой Мартина)              |
| Консервативная партия                  | Demand Better                               | Требуй большего                                           | C'est assez!                                          | Хватит!                                               |
| Квебекский блок                        |                                             |                                                           | Un parti propre au Québec, Parce qu’on est différent  | Партия для Квебека, Потому что мы разные (до выборов) |
| Новая демократическая партия           | [New Energy], A Positive Choice             | [Новая сила], Положительный выбор                         | [Une force nouvelle], Un choix Positif                | [Новая сила], Положительный выбор                     |
| Зелёная партия                         | Someday is now                              | Будущее начинается сейчас                                 | L'avenir c'est maintenant                             | Будущее начинается сейчас                             |
| Марихуана                              | Let’s roll!                                 | Пусть всё будет отлично!                                  | Y faut que ça roule!                                  | Пусть всё будет отлично!                              |
| Марксистско-ленинистская партия Канады | Annexation No! Sovereignty Yes!             | Присоединению Нет! Суверенитету Да!                       | Annexation Non! Souveraineté Oui!                     | Присоединению Нет! Суверенитету Да!                   |

## Цели и задачи
Важные темы выборов:
- Скандал из-за финансирования: основная причина спада либералов; тема коррупции обсуждалась всеми оппозиционными партиями, особенно Квебекским блоком.
- Здравоохранение: все канадские партии поддерживали систему здравоохранения, но признавали, что должны быть проведены определённые улучшения, чтобы она отвечала демографическим изменениям и чтобы сократился список очередников. Государственные расходы на социальные нужды провинций были существенно сокращены (до 16 %) федеральным либеральным правительством, и Полу Мартину было сложно увязать эти сокращения со своим планом по улучшению системы.
- Бюджетно-налоговая неуравновешенность: все крупные партии, за исключением либералов, утверждали, что между Оттавой и провинциями существовала бюджетно-налоговая неуравновешенность, и говорили о планах по её сокращению; Квебекский блок наиболее резко высказывался по поводу этой ситуации.
- Налоги и сборы: значительное снижение налогов и сборов для стимулирования экономики было главной целью консерваторов. Консерваторы также предлагали положить конец «государственной помощи предприятиям», заменив федеральные дотации снижением налогов. Либералы, Коммунистическая партия и НДП выступали против значительного снижения налогов и утверждали, что деньги должны лучше использоваться для финансирования социальных программ.
- Службы по уходу: либералы и новодемократы обещали создать национальную программу служб по уходу за больными детьми
- Парламентская реформа: консерваторы обвиняли либералов в недемократичном поведении в Парламенте, ограничивающем полномочия депутатов. Мартин выступал за определённые реформы, но их консерваторам было недостаточно. Консерваторы обещали реформировать Сенат, чтобы сделать его выборным, и ввести пересмотр судебных назначений. НДП предлагала вообще упразднить Сенат.
- Избирательная реформа: консерваторы обещали проведение выборов в конкретный назначенный день. НДП, Зелёная партия, Коммунистическая партия и ПХН выступали за пропорциональную систему представительства.
- Однополый брак: Квебекский блок и НДП активно выступали в пользу однополого брака. НДП рассматривала его как вопрос прав человека и обязало своих депутатов либо поддерживать любые законы в поддержку однополого брака, либо воздерживаться. Блок же считал его вопросом совести и позволил своим депутатам голосовать свободно. Либералы отправили этот вопрос в Верховный суд, и либералы открыто разделились на два лагеря. Большинство консервативных депутатов и кандидатов противостояли им; официальная позиция партии заключалась в том, что этот вопрос должен быть предметом свободного голосования в Палате общин.
- Противоракетная оборона: американское правительство Джорджа У. Буша хотело, чтобы Канада присоединилась к его программе ПРО. Консерваторы активно выступали в пользу такого плана, тогда как Блок и НДП были против него. Либералы ранее уже заявляли, что будут противодействовать вооружению космического пространства, но по поводу ПРО не имели никакой официальной точки зрения.
- Война в Ираке: консерваторы поддерживали США в войне в Ираке, тогда как все другие партии выступали против неё.
- Реестр огнестрельного оружия: консерваторы активно выступали против реестра, тогда как другие партии поддерживали его создание.
- Марихуана: либералы ввели меры по легализации хранения небольших объёмов марихуаны, что поддерживалось большинством оппозиционных партий. Консервативная партия возражала против такого законопроекта. Квебекский блок наиболее активно поддерживал легализацию, тогда как НДП стремилась изучить этот вопрос и рассматривала возможность пойти ещё дальше, чем просто добиться легализации.
- Аборт: не главная тема выборов. Аборт стал законным в Канаде, когда Парламент не проголосовал за закон, заменяющий ограничения, перед тем признанные судами незаконными. Несколько консерваторов и либералов выступали против аборта. Либералы пытались сделать ставку на эту тему, чтобы обрушиться на консерваторов после определённых комментариев, сделанных консерваторами, выступающими против аборта. Но это не повлияло на ход кампании.
- Онтарийский бюджет: введение либеральным правительством Дальтона Макгинти «страховых платежей за здравоохранение» было значительно непопулярным, несмотря на утверждение Макгинти, что этот новый сбор был необходим из-за дефицита бюджета, доставшегося ему от прежнего прогрессивно-консервативного правительства. Консерваторы и НДП воспользовались этой непопулярной политикой, чтобы атаковать либералов на федеральном уровне.

## Результаты

### Страна
Канадская партия должна получить 155 кресел, чтобы сформировать правительство большинства. Либералы же на этих выборах получили лишь 135 кресел. До того как были получены результаты в нескольких округах с необычайно жёсткой борьбой на западном побережье, казалось, что всех голосов Либеральной партии в сумме с голосами Новой демократической партии будет достаточно, чтобы получить большинство в Палате общин с помощью неформальной коалиции. В итоге, однако, после перепроверки предварительных результатов на Севере острова Ванкувер, в Уэст-Ванкувере — Саншайн-Косте — Си-ту-Скай-Кантри и Нью-Уэстминстере — Кокуитламе победили консерваторы.
Соответственно, сумма кресел у либералов и НДП составила 154, остальные кресла были заняты консерваторами, блокистами и одним независимым (бывшим консерватором Чаком Кэдменом). Вместо того чтобы образовать коалицию с НДП, Либеральная партия решила остаться правящим меньшинством, от случая к случаю пытаясь получить большинство.
Явка в масштабе страны составила 60,9 % и стала самой низкой в истории Канады; лишь 13 683 570 человек из 22 466 621 зарегистрированного избирателя потрудились проголосовать. Явка упала более чем на 3 п. п. по сравнению с выборами 2000, когда этот показатель составлял 64,1 %.
| Партия                                                      | Партия                 | Глава                | Число кандидатов | Кресла    | Кресла  | Кресла | Кресла  | Голоса     | Голоса | Голоса |
| ----------------------------------------------------------- | ---------------------- | -------------------- | ---------------- | --------- | ------- | ------ | ------- | ---------- | ------ | ------ |
| Партия                                                      | Партия                 | Глава                | Число кандидатов | 2000      | Роспуск | 2004   | % разн. | #          | %      | Разн.  |
|                                                             | Либералы               | Пол Мартин           | 308              | 172       | 168     | 135    | -21,5 % | 4 951 107  | 36,7 % | -3,2 % |
|                                                             | Консерваторы           | Стивен Харпер        | 308              | 78        | 72      | 99     | +37,5 % | 3 994 682  | 29,6 % | -8,1 % |
|                                                             | Квебекский блок        | Жиль Дюсеп           | 75               | 38        | 33      | 54     | +42,1 % | 1 672 874  | 12,4 % | +1,7 % |
|                                                             | НДП                    | Джек Лейтон          | 308              | 13        | 14      | 19     | +46,2 % | 2 116 536  | 15,7 % | +7,2 % |
|                                                             | Независимые            | Независимые          | 64               | -         | 10      | 1      |         | 65 061     | 0,5 %  | +0,1 % |
|                                                             | Зелёные                | Джим Харрис          | 308              | -         | -       | -      | -       | 582 247    | 4,3 %  | +3,5 % |
|                                                             | Христианское наследие  | Рон Грей             | 62               | *         | -       | -      | *       | 40 283     | 0,3 %  | *      |
|                                                             | Марихуана              | Марк-Борис Сен-Морис | 71               | -         | -       | -      | -       | 33 590     | 0,3 %  | -0,2 % |
|                                                             | Канадские прогрессисты | Эрни Шрейбер         | 16               | *         | -       | -      | *       | 10 773     | 0,1 %  | *      |
|                                                             | Марксисты-ленинисты    | Сандра Л. Смит       | 76               | -         | -       | -      | -       | 9065       | 0,1 %  | +x     |
|                                                             | Канадское дело         | Конни Фогал          | 44               | -         | -       | -      | -       | 8930       | 0,1 %  | -0,1 % |
|                                                             | Коммунисты             | Мигель Фигерон       | 35               | -         | -       | -      | -       | 4568       | x      | -      |
|                                                             | Либертарианцы          | Жан-Серж Бриссон     | 8                | *         | -       | -      | *       | 1964       | x      | *      |
|                                                             | Вакантные              | Вакантные            | Вакантные        | Вакантные | 4       |        |         |            |        |        |
| Всего                                                       | Всего                  | Всего                | 1683             | 301       | 301     | 308    | +2,3    | 13 489 559 | 100 %  | 100 %  |
| Источники: http://www.elections.ca — История округов с 1867 |                        |                      |                  |           |         |        |         |            |        |        |

Примечания:
- «% разн.» обозначает разницу по сравнению с предыдущими выборами
- * Партия не выдвигала кандидатов на предыдущих выборах. В случае ПХН, выставившей 46 кандидатов на предыдущих выборах, партия не имела официального признания и поэтому официально не участвовала в сравнении.
- x — менее 0,05 % голосов

### По провинциям
| Партия                                  | Партия                 | Партия        | БК   | АБ   | СК   | МБ   | ОН   | КК   | НБ   | НШ   | ОПЭ  | НЛЛ  | НУ   | СЗТ  | ТЮ   | Всего |
| --------------------------------------- | ---------------------- | ------------- | ---- | ---- | ---- | ---- | ---- | ---- | ---- | ---- | ---- | ---- | ---- | ---- | ---- | ----- |
|                                         | Либералы               | Кресла:       | 8    | 2    | 1    | 3    | 75   | 21   | 7    | 6    | 4    | 5    | 1    | 1    | 1    | 135   |
|                                         | Либералы               | Голоса:       | 28,6 | 22,0 | 27,2 | 33,2 | 44,7 | 33,9 | 44,6 | 39,7 | 52,5 | 48,0 | 51,3 | 39,4 | 45,7 | 36,7  |
|                                         | Консерваторы           | Кресла:       | 22   | 26   | 13   | 7    | 24   | -    | 2    | 3    | -    | 2    | -    | -    | -    | 99    |
|                                         | Консерваторы           | Голоса:       | 36,3 | 61,7 | 41,8 | 39,1 | 31,5 | 8,8  | 31,1 | 28,0 | 30,7 | 32,3 | 14,4 | 17,2 | 20,9 | 29,6  |
|                                         | Квебекский блок        | Кресла:       |      |      |      |      |      | 54   |      |      |      |      |      |      |      | 54    |
|                                         | Квебекский блок        | Голоса:       |      |      |      |      |      | 48,9 |      |      |      |      |      |      |      | 12,4  |
|                                         | НДП                    | Кресла:       | 5    | -    | -    | 4    | 7    | -    | 1    | 2    | -    | -    | -    | -    | -    | 19    |
|                                         | НДП                    | Голоса:       | 26,6 | 9,5  | 23,4 | 23,5 | 18,1 | 4,6  | 20,6 | 28,4 | 12,5 | 17,5 | 15,2 | 39,1 | 25,7 | 15,7  |
|                                         | Независимый            | Кресло:       | 1    |      | -    |      | -    |      |      |      |      |      |      |      |      | 1     |
|                                         | Независимый            | Голоса:       | 1,0  |      | x    |      | x    |      |      |      |      |      |      |      |      | 0,1   |
| Всего кресел:                           | Всего кресел:          | Всего кресел: | 36   | 28   | 14   | 14   | 106  | 75   | 10   | 11   | 4    | 7    | 1    | 1    | 1    | 308   |
| Партии, не получившие ни одного кресла: |                        |               |      |      |      |      |      |      |      |      |      |      |      |      |      |       |
|                                         | Зелёные                | Голоса:       | 6,3  | 6,1  | 2,7  | 2,7  | 4,4  | 3,2  | 3,4  | 3,3  | 4,2  | 1,6  | 3,3  | 4,3  | 4,6  | 4,3   |
|                                         | Христианское наследие  | Голоса:       | 0,3  | 0,2  | 0,3  | 0,9  | 0,5  | x    |      | 0,1  | 0,1  |      |      |      | 0,8  | 0,3   |
|                                         | Марихуана              | Голоса:       | 0,2  | 0,2  |      | 0,4  | 0,2  | 0,4  | 0,1  | 0,1  |      |      |      |      | 2,4  | 0,2   |
|                                         | Канадские прогрессисты | Голоса:       |      | x    |      |      | 0,2  |      | 0,3  |      |      |      |      |      |      | 0,1   |
|                                         | Марксисты-ленинисты    | Голоса:       | 0,1  | x    |      |      | 0,1  | 0,1  |      | x    |      |      |      |      |      | 0,1   |
|                                         | Канадское дело         | Голоса:       | 0,3  | 0,1  |      | x    | x    | x    | 0,1  |      |      |      |      |      |      | 0,1   |
|                                         | Коммунисты             | Голоса:       | 0,1  | x    |      | 0,9  | x    | x    |      |      |      |      |      |      |      | x     |
|                                         | Либертарианцы          | Голоса:       | 0,1  |      |      |      | x    | x    |      |      |      |      |      |      |      | x     |
|                                         | Независимые            | Голоса:       | 0,3  | x    | 4,6  | x    | 0,3  | 0,1  | 0,2  | 0,1  |      | 0,6  | 15,7 |      |      | 0,3   |

Источник: Выборы Канады

### 10 округов с жесточайшей борьбой
1. Западная Арктика (СЗТ): Этель Блонден-Эндрю (либ.) опередила Денниса Бевингтона (НДП) на 53 голоса
2. Жан-Ле-Бер (КК): Лиза Фралла (либ.) опередила Тьерри Сен-Сира (КБ) на 72 голоса
3. Симко — Грей (ОН): Хелена Джоэрджис (конс.) опередила Пола Бонуика (либ.) на 100 голосов
4. Нью-Уэстминстер — Кокуитлам (БК): Пол Форсет (конс.) опередил Стива Маккларга (НДП) на 113 голосов
5. Реджайна — Ламсден — Лейк-Сентер (СК): Том Лукивский (конс.) опередил Гэри Андерсона (либ.) на 122 голоса
6. Паллизер (СК): Дейв Бэттерс (конс.) опередил Дика Проктора (НДП) на 124 голоса
7. Эдмонтон — Бомонт (АБ): Дэвид Килгур (либ.) опередил Тима Аппала (конс.) на 134 голоса
8. Кеймбридж (ОН): Гэри Гудьир (конс.) опередил Янко Перича (либ.) на 224 голоса
9. Килдонан — Сент-Пол (МБ): Джой Смит (конс.) опередила Терри Дьюгида (либ.) на 278 голосов
10. Нортамберленд — Кент-Уэст (ОН): Пол Маклин (либ.) опередил Дуга Голта (конс.) на 313 голосов